# Oregon Route 173
Az Oregon Route 173 (OR-173) egy oregoni állami országút, amely kelet–nyugati irányban a 26-os szövetségi országút Government Camptől keletre lévő csomópontjától a Hood-hegyen elhelyezkedő Timberline Lodge-ig halad.
A szakasz Timberline Highway No. 173 néven is ismert.

## Leírás
Az útvonal a 26-os szövetségi út Government Camptől keletre fekvő csomópontjánál kezdődik északkeleti irányban. Egy északi, majd egy keleti hajtűkanyart követően északra fordul, majd a Hood-hegyen futó ösvények mentén megérkezik a Timberline Lodge-hoz.